# Friedrich Hektor Hundt
Friedrich Hektor Hundt, Graf von Hundt (* 5. September 1809 in Unterweikertshofen; † 3. Januar 1881 in München) war königlich-bayerischer Kämmerer und Ministerialrat.

## Leben
Nach dem Studium der Rechte war Friedrich Hektor Hundt aus dem Geschlecht der Hundt zu Lautterbach (auch unter dem Namen Graf von Hundt bekannt) im bayrischen Staatsdienst tätig, 1848–76 als Ministerialrat im Ministerium des Innern. Er war Herr auf Lauterbach.
Er widmete sich dem Studium der bayerischen Geschichte, besonders als Mitglied des Historischen Vereins von Oberbayern, dessen Erster Vorstand er von 1856 bis 1867 sowie von 1876 bis 1879 war. 1858 wurde er außerordentliches und 1864 ordentliches Mitglied der Königlich baierischen Akademie der Wissenschaften.

## Werke (Auswahl)
- Alterthümer des Glongebietes. München 1854.
- Bericht bei der Feier fünfundzwanzigjährigen Bestehens des historischen Vereins von und für Oberbayern am 26. Mai 1863. Zugleich combinirter XXIV. und XXV. Jahresbericht für die Jahre 1861 und 1862. München 1863  (online).
- Beiträge zur Feststellung der historischen Ortsnamen in Bayern. Königliche Akademie, München 1868.
- Das Cartular des Klosters Ebersberg. Königliche Akademie, München 1879.
- Kloster Scheyern. Seine ältesten Aufzeichnungen, seine Besitzungen. Königliche Akademie, München 1862.
- Die Urkunden des Klosters Indersdorf. München 1863, zwei Bände (online).
- Major Graf August Hundt (1816–1866), Nekrolog in der Pfälzer Zeitung vom 6. September 1866 Digital